# George Henry Dern

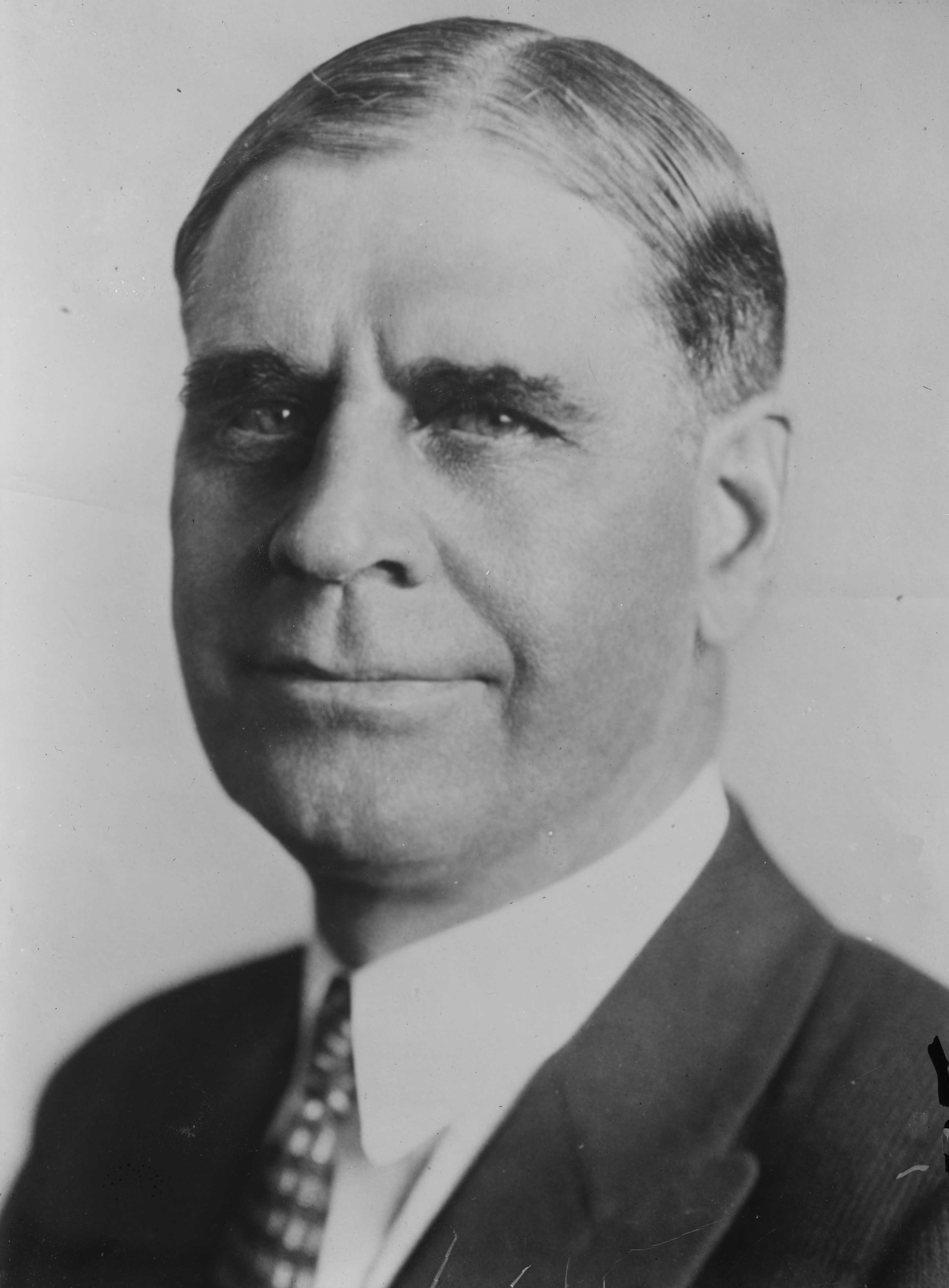
George Henry Dern

George Henry Dern (* 8. September 1872 im Dodge County, Nebraska; † 27. August 1936 in Washington D.C.) war ein US-amerikanischer Politiker, Gouverneur von Utah und der 54. US-Kriegsminister. Er gehörte den Demokraten an.

## Werdegang
George Dern folgte seinem Vater John, einem deutschen Einwanderer aus Hausen bei Gießen, in das Minengeschäft in Utah. Dort entwickelte er sich zu einem der einflussreichsten Männer in der Minenindustrie des Staates, bevor er 1914 in den Senat von Utah gewählt wurde. Obwohl Nichtmormone und Demokrat, wurde er im Mormonen- und Republikaner-Staat Utah zum Gouverneur gewählt. Als Gouverneur amtierte er von 1925 bis 1933. Seine Amtszeit beinhaltete die sichere Ratifizierung der Colorado River Compact und die National Governor's Conference, wo er dann den Gouverneur New Yorks Franklin D. Roosevelt traf. Er unterstützte Roosevelts Wahlkampf für die Präsidentschaft 1932 und wurde dafür mit der Position des US-Kriegsministers in dessen Kabinett belohnt.
Im Alter von 64 Jahren starb Dern 1936 noch im Amt des Kriegsministers. Er ist der Großvater des Schauspielers Bruce Dern und Urgroßvater der Schauspielerin Laura Dern.